# Adalia decempunctata
Coccinelle à dix points
Espèce
Adalia decempunctata, la Coccinelle à dix points, est une espèce de coléoptères de la famille des coccinellidés.

## Synonymes
- Coccinella decempunctata Linnaeus, 1758[1]
- Coccinella variabilis Fabricius, 1777[1]

## Liste des variétés
Selon BioLib (13 avril 2023) :
- Adalia decempunctata var. bipustulata Herbst
- Adalia decempunctata var. decempustulata (Linnaeus)
- Adalia decempunctata var. guttatopunctata (Linnaeus)
- Adalia decempunctata var. humeralis Schaller
- Adalia decempunctata var. lateripunctata Gradl.
- Adalia decempunctata var. lutea (Rossi)
- Adalia decempunctata var. octopunctata Müller
- Adalia decempunctata var. quattuorpunctata (Linnaeus)